# Barão du Potet
Jules Denis du Potet Sennevoy mais conhecido por Barão du Potet (Sennevoy-le-Haut, 12 de abril 1796 - Paris, 1 de julho 1881) filho de família nobre, foi um influente Magnetizador francês. Barão du Potet notabilizou-se como fundador dos jornais “Le Propagateur du Magnétisme animal” e “Journal du Magnétisme”, o último, sendo o maior vinculador do tema Magnetismo animal.

## Biografia

### Família
Ele nasceu em Sennevoy-le-Haut, filho de Charles Jean-Baptiste du Potet (Ricey-le-Haut, 1763 – Paris, 1832), Lord de La Chapelle e Sennevoy e de sua esposa Simone Pierrette Babeau. Jules casou-se por duas vezes, a primeira, com Aglaia (Aglaé) Saunier ao 21º dia de novembro de 1833, em Paris. E tomou como sua segunda esposa Marie Isaure Herault.

### Inicio do trabalho com o mesmerismo
Em Paris no ano 1819 Dr. Martorell o catalão, cirurgião-dentista faz a primeira extração dentária indolor em um paciente magnetizado, removendo os dentes e otimizando outros tratamentos dolorosos no pacientes magnetizado pelo Barão
Não demorou muito, ele se mostrou um magnetizador extremamente eficaz, e quando Dr. Henri-Marie Husson
, responsável pelo Hospital Hotel Dieu, de Paris, estava procurando alguém para ajudá-lo com seus experimentos de sonambulismo provocado, du Potet foi escolhido

### A efetivação como Magnetizador
Ele criou uma escola livre de mesmerismo em Paris no ano de 1826.
E como médico homeopata prático na cidade Londres, onde tratou, com sucesso, garotas com problemas epiléticos no North London Hospital e de acordo com uma carta ao editor da revista The Lancet Seus experimentos tornaram-se referenciais.
Canuto Abreu, em sua obra O Livro dos Espíritos e sua Tradição Histórica e Lendária, Allan Kardec integrava o grupo de pesquisadores formado pelo Barão du Potet na Sociedade Mesmeriana “La Chaîne Magnétique”.

### Inicio da vulgarização do Magnetismo
No ano de 1827 juntamente Dr. Chaplain, o barão Jules, inicia a publicação do jornal “Le Propagateur du Magnétisme animal” que continuou a ser publicado até o ano de 1845.

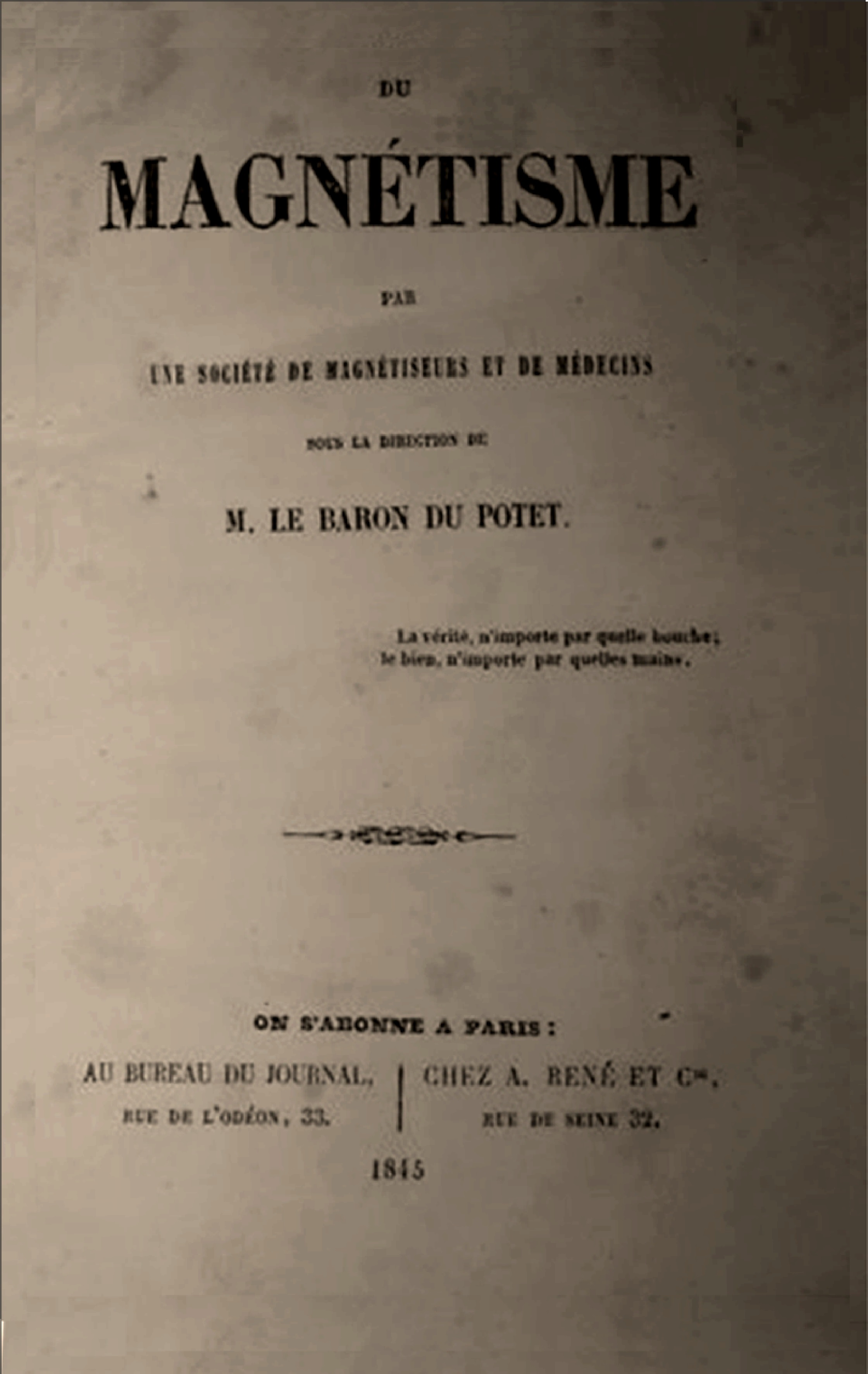
Jornal do Magnetismo

Em 1837 , exporta a prática do magnetismo animal para a Inglaterra e instrui  o médico inglês John Elliotson tornando-o  um magnetizador.
No ano de 1845 ele inicia a publicação do “Journal du Magnétisme” que vai até 1861, sendo reaberto mais tarde por Hector Durville.
Em Paris no ano de 1852 Barão du Potet lança o livro "Magia desvendada ou princípios de ciência oculta". A obra foi ilustrada com um retrato gravado e figuras desenvolvidas ao autor. Esta edição original, não foi comercializada, sendo impressa em quantidade mínima. Estava reservada aos iniciados e du Potet a cedida pela enorme soma de 100 francos em ouro e o juramento por escrito de não divulgá-la e de não revelar seus segredos…

### O reconhecimento
O barão atingiu um reconhecimento imenso, alguns atribuíram isso ao fato de ele ter perdido o polegar da mão direita, sua reputação era tal, aparentemente, que um homem foi condenado por assassinato e executado com base em provas fornecidas por "um dos vidente do Barão du Potet".
Seus escritos foram amplamente citado por Helena Blavatsky, a qual considerava-o como um membro da Sociedade Teosófica Em A descoberta do inconsciente, Henri Ellenberger o descreve Dr Potet tendo "ilusões de grandeza..."
Victor Hugo possuía como propriedade, no mínimo, dois de seus livros que incluem; Introdução ao Estudo do Magnetismo Animal e A magia revelada.
Entre seus últimos atos de vida organiza congressos de férias referentes ao Mesmerismo; tendo entre os interessados: Alphonse de Lamartine, Honoré de Balzac, Gautier, Alexandre Dumas, Jean Baptiste Henri Dominique Lacordaire.

## Ideias e obras

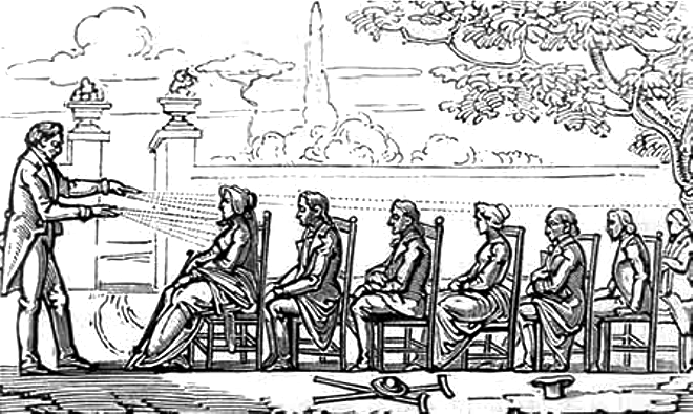
Magnetismo animal

### Ideias
Diferente da visão mecânica de Mesmer, determinou como sendo o magnetismo animal uma ponte entre o espírito e a matéria. Na visão de Jules Sennevoy, o Barão du Potet, os magnetizadores que reconheciam a verdadeira natureza do magnetismo poderiam produzir verdadeiras “mágicas”, com curas milagrosas e vários outros fenômenos como na “mágica da antiguidade”, Fenômenos de aporte, resistência ao fogo, levitação de corpos humanos e comunicações com Espíritos referenciados com os frequentemente observados e estudados por ele.

### Obras
- Publicou o Jornal do magnetismo, de 1845 a 1861.
- Cours de magnétisme en sept leçons (Curso de magnetismo em sete lições), 1840.
- Le magnétisme opposé à la médecine (O magnetismo em oposição à medicina), Paris, 1840.
- Manuel de l’étudiant magnétiseur (Manual do estudante magnetizador), Paris, Baillière, 1851.
- Magie dévoilée ou príncipes de science occulte (Magia desvendada ou princípios de ciência oculta). Paris, 1852.
- Traité complet de magnétisme animal (Tratado completo de magnetismo animal) - Curso em doze lições. Paris, Baillière, 1882.[14]

## Fim da Jornada

### A despedida
Transcrição
Morte: Certidão de Óbito - Morte Barão du Potet Sennevoy Jules Denis - Arquivos de Paris; -Fotocópia
Certidão de Óbito - ano 1881
Paris Arquivos:
Após lavrada a certidão, no dia seguinte a 3 de julho de 1881, o corpo de Jules Denis du Potet Sennevoy é enterrado em Paris no cemitério de Montmartre, sepultura C.A.P 291. Ano 1843, na 23ª Divisão, 3 linha, 15ª tumba (a partir da esquerda) com o monólito quebrados.